# Первенство мира среди молодёжи по вольной борьбе 1983
Первенство мира среди молодёжи по вольной борьбе 1983 года прошло в небольшом городке штата Калифорния, Анахайм (под Лос-Анджелесом) на этих соревнованиях участвовало 35 стран, в каждой весовой категории свою страну представлял один борец. Церемония открытия прошла 16 марта[что?].

## Медалисты

### Вольная Борьба (Мужчины)
| Весовая категория | Золото              | Серебро          | Бронза          |
| ----------------- | ------------------- | ---------------- | --------------- |
| до 48 кг          | Игорь Первочук      | Рейнер Хойгабель | Василий Добрев  |
| до 52 кг          | Амангельды Жаппаров | Чон Хо           | Христо Добрев   |
| до 57 кг          | Йозеф Швендтнер     | Румен Павлов     | Ким Ен Ман      |
| до 62 кг          | Са Юн Мо            | Маричель Попа    | Борис Савва     |
| до 68 кг          | Июксель Мустафов    | Джим Хефферман   | Игорь Щерба     |
| до 74 кг          | Владимир Дзугутов   | Имре Эгер        | Кемал Мустафов  |
| до 82 кг          | Дмитрий Чиру        | Йозеф Логиня     | Абек Бисултанов |
| до 90 кг          | Роберт Тибилов      | Пол Дикель       | Музафер Хамидов |
| до 100 кг         | Лери Хабелов        | Пламен Дончев    | Скотт Сабо      |
| свыше 100 кг      | Джон Тента          | Гарри Альбрехт   | Коцоев Олег     |

## Командный зачёт
| Место | Страна           | Золото | Серебро | Бронза | Всего |
| ----- | ---------------- | ------ | ------- | ------ | ----- |
| 1     | СССР             | 5      | 0       | 4      | 9     |
| 2     | НРБ              | 1      | 2       | 4      | 7     |
| 3     | СР Румыния       | 1      | 1       | 0      | 2     |
| 4     | Республика Корея | 1      | 1       | 1      | 3     |
| 5     | США              | 0      | 2       | 2      | 4     |